# Renilla musaica
Renilla musaica är en korallart som beskrevs av Zamponi och Perez 1996. Renilla musaica ingår i släktet Renilla och familjen Renillidae. Inga underarter finns listade i Catalogue of Life.